# La Chaise-Baudouin
La Chaise-Baudouin – miejscowość i gmina we Francji, w regionie Normandia, w departamencie Manche.
Według danych na rok 1990 gminę zamieszkiwało 439 osób, a gęstość zaludnienia wynosiła 36 osób/km² (wśród 1815 gmin Dolnej Normandii La Chaise-Baudouin plasuje się na 480. miejscu pod względem liczby ludności, natomiast pod względem powierzchni na miejscu 377.).